# River of Dreams
River of Dreams es el duodécimo álbum de estudio de Billy Joel, lanzado en 1993. Este es el último álbum pop realizado por Billy Joel, y presentó un tono más serio, discutiendo con temas como la fidelidad y el amor de larga duración; se rumora que los temas de confianza y traición, particularmente en ciertas letras de la canción "All About Soul", muestran las disputas con mánager y excuñado, Frank Weber, quien reporta un desfalco de Billy Joel y utilizó dudosas prácticas contables para taparlo. La canción que da nombre al álbum, River of Dreams, alcanzó el #3 en las listas de Estados Unidos, mientras que "All About Soul" y "Lullabye (Goodnight, My Angel)" alcanzaron el #29 y #77, respectivamente. 
El álbum por sí solo alcanzó el #1 en las listas.

## Lista de canciones
1. "No Man's Land" (Joel) – 4:48
2. "The Great Wall of China" (Joel) – 5:45
3. "Blonde over Blue" (Joel) – 4:55
4. "A Minor Variation" (Joel) – 5:36
5. "Shades of Grey" (Joel) – 4:10
6. "All About Soul" (Joel) – 5:59
7. "Lullabye (Goodnight, My Angel)" (Joel) – 3:32
8. "The River of Dreams" (Joel) – 4:05
9. "Two Thousand Years" (Joel) – 5:19
10. "Famous Last Words" (Joel) – 7:25

- Datos: Q1487364